# Kampfadler
Der Kampfadler (Polemaetus bellicosus) ist ein Greifvogel aus der Unterfamilie der Aquilinae. Die Gattung ist monotypisch.

## Lebensraum
Die Art bewohnt offene und halboffene Landschaften Afrikas südlich der Sahara, von Wüsten bis lichten Wäldern. Das Verbreitungsgebiet erstreckt sich von Senegambia im Westen bis Äthiopien im Osten, sowie auf Ostafrika und das südliche Afrika.

## Merkmale

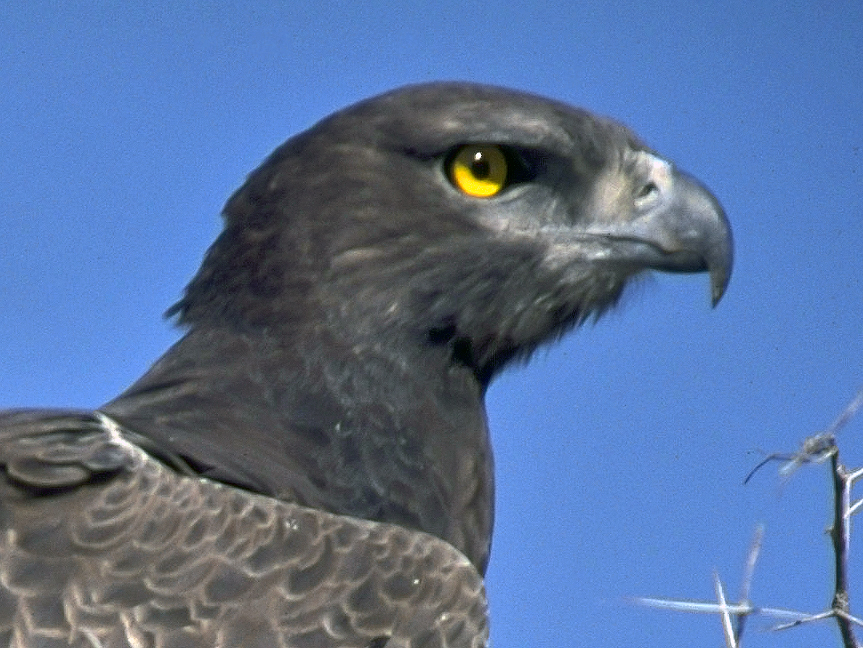
Kopf eines Kampfadlers

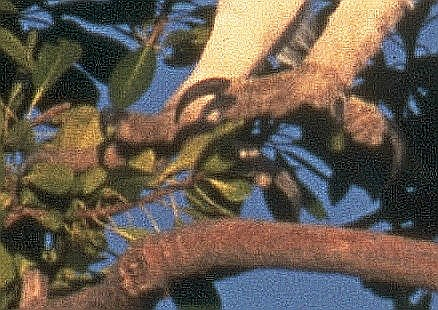
Der Kampfadler hat kräftig ausgebildete Krallen

Rücken, Hals und Schwingen sind dunkelbraun. Besonders charakteristisch ist der weiß gefärbte und braun gepunktete Bauch. Weibchen sind außerdem auf Brust und Bauch stärker gepunktet als Männchen. Die Iris ist gelb. Ein sitzender Adler hat eine aufrechte Haltung. Der Kopf befindet sich ungefähr in einer Linie mit seinen scharfen Krallen, während sich die kräftigen Brustmuskeln deutlich abzeichnen.
Die Weibchen sind größer und schwerer als die Männchen; Männchen erreichen etwa 76 % der Größe eines Weibchens. Kampfadler sind 78–96 cm lang, die Spannweite beträgt 188–227 cm. Gewichte sind bisher kaum bekannt, 17 Vögel unbestimmten Geschlechts wogen 3,01–5,66 kg.

## Lebensweise

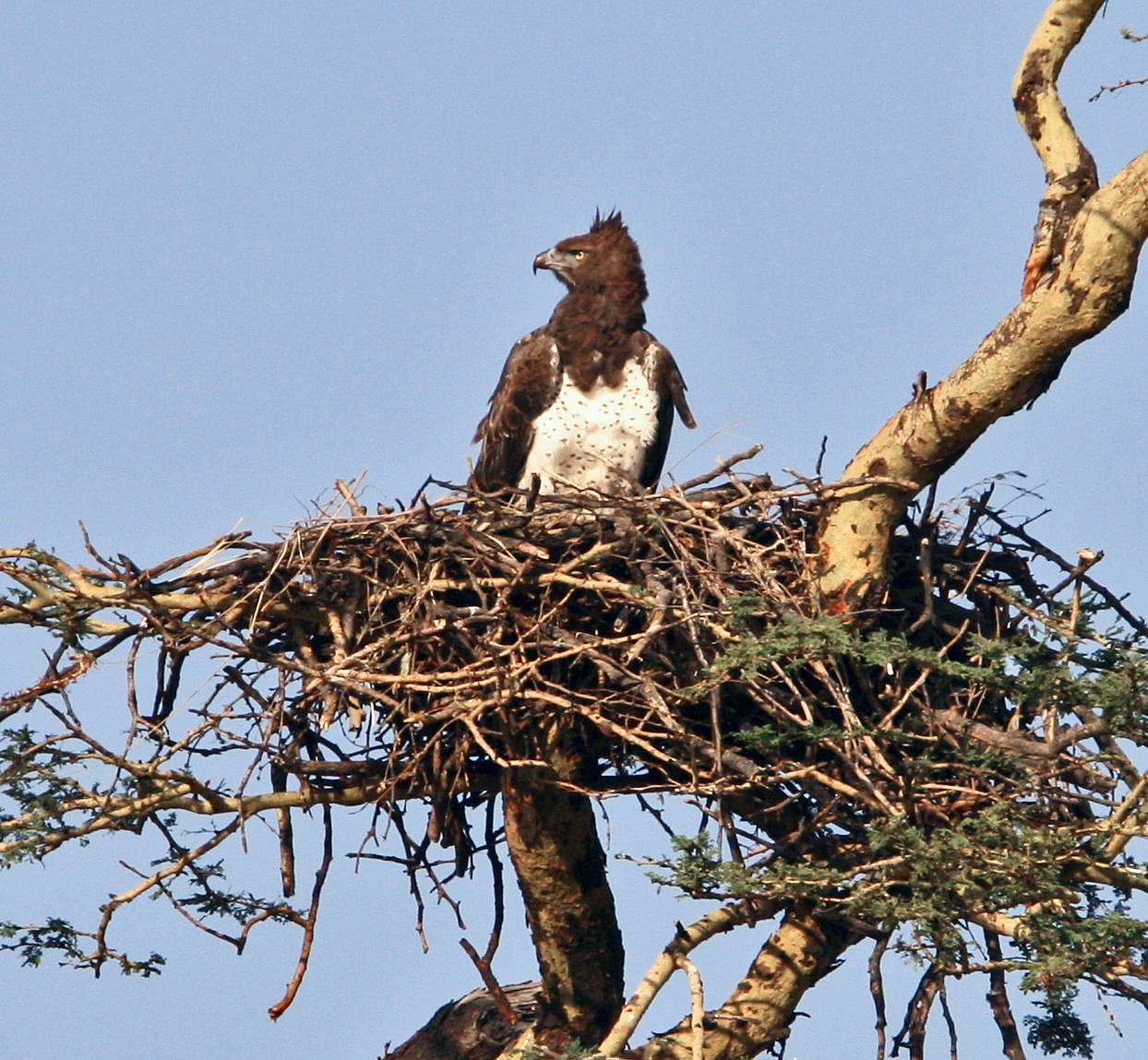
Kampfadlerweibchen am Horst

Kampfadlerpaare leben in bis zu 250 km² großen Revieren. Die Paare brüten in Abständen von etwa 50 km, was den Kampfadler zum Vogel mit der weltweit geringsten Siedlungsdichte macht.

## Fortpflanzung
Die Brutzeit dauert von November bis Juli und verschiebt sich innerhalb dieser Zeitspanne je nach Breitengrad. Der ganz überwiegend vom Weibchen errichtete Horst wird in einer Astgabel oder einem flachen Baumwipfel gebaut und hat einen Durchmesser von bis zu 2 m und eine Höhe von 1,5 m. Nach der Vollendung der Horstes legt das Weibchen ein einziges beiges, braungesprenkeltes Ei, das etwa 190 Gramm wiegt.
Nach einer Brutzeit von sechs bis sieben Wochen schlüpft der junge Adler. Mit dreieinhalb Monaten unternimmt das Junge seine ersten Flugversuche und bleibt noch einige Zeit in der Nähe des Horstes. Im Alter von sechs bis sieben Jahren bekommt es schließlich sein Erwachsenengefieder.

## Nahrung

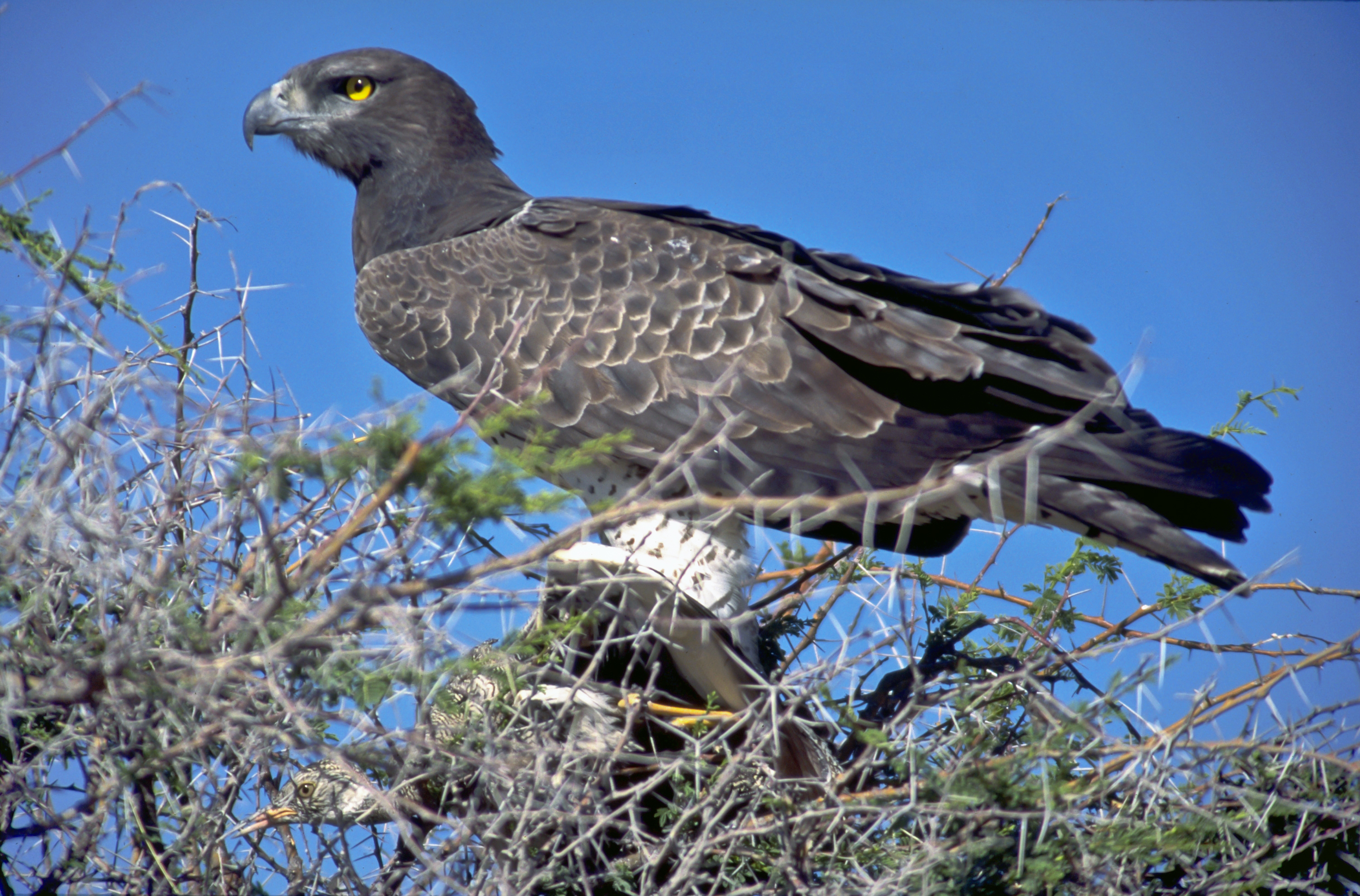
Kampfadler mit erbeutetem Vogel

Kampfadler fressen vor allem Wirbeltiere von etwa 1 bis 5 kg, nämlich bodenbewohnende, kleine bis mittelgroße Säuger, z. B. Hasen, Klippschliefer, Erdmännchen, kleine Antilopen bzw. deren Jungtiere (etwa junge Impalas oder Ducker), auch Schakale und größere Vögel (z. B. Hühnervögel, Wasservögel) sowie Reptilien (Warane, gelegentlich auch kleinere Beutetiere, wie Schlangen und Eidechsen); sie nehmen auch kleinere Haustiere derselben Größenordnung, wie junge Ziegen, junge Schafe, Hunde und Geflügel.

## Verbreitung und Bedrohung

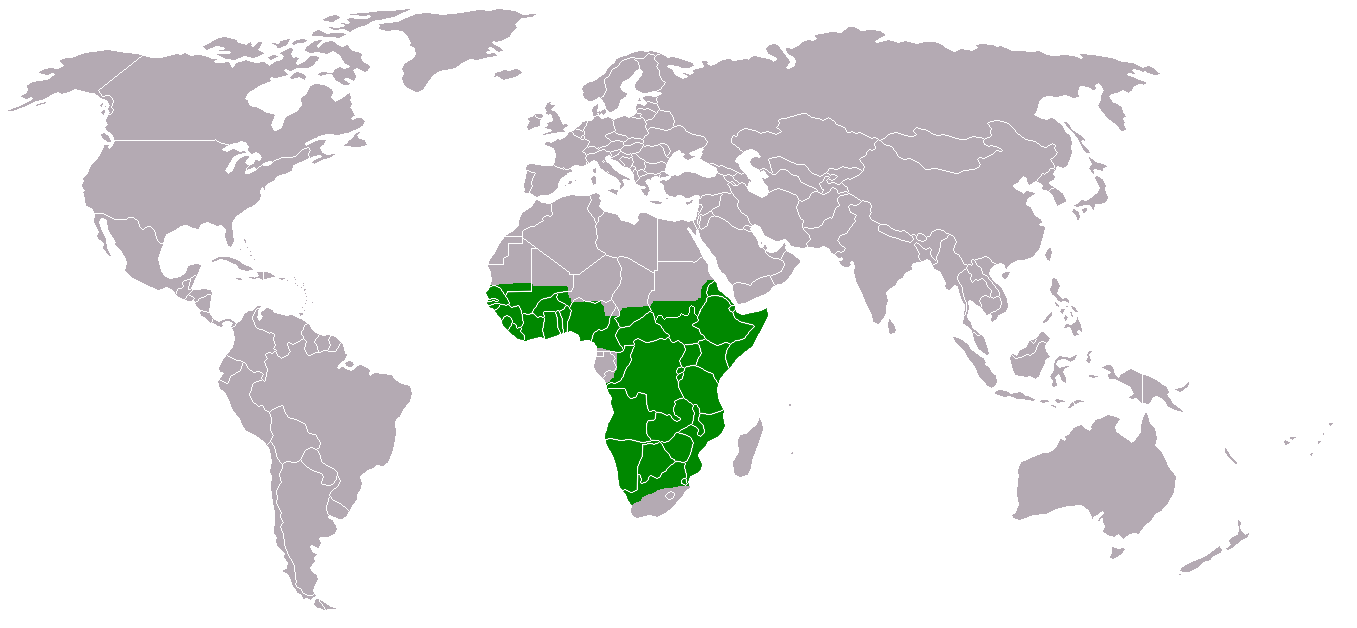
Das Verbreitungsgebiet des Kampfadlers

Kampfadler leben in Afrika überall südlich der Sahara, außer in den Waldregionen und an der südlichen Spitze Südafrikas. Obwohl der Mensch sein einziger Feind ist, ist der Kampfadler gefährdet, da er häufig verfolgt wird, sobald er Siedlungen zu nahe kommt, da viele Farmer Angst um ihr Vieh haben. Zurzeit ist ein stetiger Rückgang des Bestandes zu beobachten.

## Etymologie und Forschungsgeschichte
Die Erstbeschreibung des Kampfadlers erfolgte 1800 durch François-Marie Daudin unter dem Namen Falco bellicosus. Das Typusexemplar schlug er dem Land Namibia zu. 1890 führte Ferdinand Heine junior die neue Gattung Polemaetus für den Kampfadler ein. Dieses Wort ist ein griechisches Wortgebilde aus πολεμος polemos für Schlacht, Krieg und αετος aetos für Adler. Der Artname bellicosus leitet sich vom lateinischen bellicosus, bellicus, bellum, belli für aggressiv, kriegerisch, im Krieg, Krieg ab.